# Vitali Zhuk (luchador)
Vitali Ivanovich Zhuk –en ruso, Виталий Иванович Жук– (3 de julio de 1973) es un deportista bielorruso que compitió en lucha grecorromana. Ganó dos medallas en el Campeonato Europeo de Lucha, plata en 2004 y bronce en 2000.

## Palmarés internacional
| Campeonato Europeo | Campeonato Europeo | Campeonato Europeo | Campeonato Europeo |
| Año                | Lugar              | Medalla            | Categoría          |
| ------------------ | ------------------ | ------------------ | ------------------ |
| 2000               | Moscú (Rusia)      | Medalla de bronce  | 63 kg              |
| 2004               | Haparanda (Suecia) | Medalla de plata   | 66 kg              |